# Jeeg robot d'acciaio
Jeeg robot d'acciaio (鋼鉄ジーグ?, Kōtetsu Jiigu) è un manga giapponese di genere mecha esordito su una rivista edita dalla Kōdansha nell'aprile 1975. Venne ideato da Gō Nagai e dal disegnatore Tatsuya Yasuda. Dal manga venne tratta nello stesso anno una serie televisiva anime di 46 episodi, prodotta dalla Toei Animation. 
La storia tratta del risveglio dal sonno millenario dell'antico popolo Yamatai che vorrebbe conquistare il mondo ma viene contrastato dal robot Jeeg.

## Trama
Il professor Senjiro Shiba, noto scienziato giapponese, durante una ricerca archeologica nel Kyūshū, scopre una vecchia campana di bronzo. Decifrate le antiche iscrizioni che l'adornavano, viene a conoscenza dell'esistenza di un popolo tecnologicamente avanzatissimo: l'antico regno Yamatai, governato dalla malvagia regina Himika. In base a quanto da egli scoperto, il regno Yamatai non si era affatto estinto, ma si era ibernato nella roccia in attesa di ritornare in vita. Soltanto la magica campana di bronzo permetterebbe a tale regno di conquistare il Mondo, per questo il professore decide di nascondere il manufatto. Durante un grave incidente di laboratorio viene disgraziatamente coinvolto suo figlio Hiroshi, al quale il professore salva la vita miniaturizzando e impiantando nel suo petto la campana, di fatto trasformandolo in cyborg e rendendolo invulnerabile. Hiroshi cresce senza essere a conoscenza di tutto ciò; diventa un provetto motociclista e anche un grande campione di Formula 1. Nel primo episodio Il risveglio dei mostri, durante una corsa automobilistica, Hiroshi è vittima di un grave incidente dal quale esce incredibilmente illeso, ma nulla gli lascia intuire la sua invulnerabilità. In quegli stessi istanti rinascono dalle rocce i guerrieri Haniwa che, insieme a uno dei tre ministri della Regina Himika, nel tentativo di impossessarsi con la forza della campana di bronzo, aggrediscono il professore ferendolo gravemente. Miwa Uzuki, la sua giovane e dolce assistente, lo ritrova e lo riporta morente a casa della sua famiglia, dove morirà fra le braccia del figlio Hiroshi, ma non prima di avergli consegnato una strana collanina con la testa di un robot e un paio di misteriosi guanti. È il segreto di Jeeg! Il professor Shiba ha creato, prima di morire, un computer dove ha riversato tutta la sua conoscenza, oltre che la sua parte senziente, ed è questa che rivela al figlio di potersi trasformare in Jeeg, il robot d'acciaio, destinato a difendere l'umanità dai terribili mostri Haniwa. Hiroshi, infatti, unendo i guanti, sfrutta l'energia derivatagli dalla campana di bronzo e trasforma il suo corpo nella testa di Jeeg, poi per completare il robot ha bisogno della collaborazione di Miwa, che gli lancia il resto dei componenti da un velivolo di appoggio, il Big Shooter. Comincia così la lunga guerra che vede il giovane Hiroshi, ribelle e presuntuoso ma sicuramente coraggioso, combattere contro i mostri Haniwa, creati della perfida regina Himika e comandati dai suoi tre ministri: Ikima, Mimashi ed Amaso. Inizialmente Hiroshi, inconsapevole del segreto che porta nel suo petto, lotterà senza grande senso di umanità, ma poi, poco alla volta, prenderà coscienza della sua responsabilità e maturerà nello spirito e nel carattere. Nelle battaglie il padre gli sarà sempre vicino, consigliandolo e aiutandolo direttamente o tramite la sua assistente Miwa (alla quale è stata affidata la guida del Big Shooter), o attraverso i suoi scienziati, collaboratori della Base Antiatomica, il laboratorio di ricerca da lui diretto in vita e ora gestito dal suo diretto aiutante, il prof. Dairi. Dopo vari tentativi falliti, la regina Himika scopre il segreto della campana di bronzo riuscendo con l'inganno a radiografarla dal petto di Hiroshi. Così ne interpreta le iscrizioni ed invoca e risveglia il malvagio Imperatore del Drago (noto anche come il Signore del Drago), ma quest'ultimo, anziché venirle in aiuto, la ucciderà per sostituirsi a lei sul trono.
Da allora, la guerra con Jeeg e gli umani si inasprisce notevolmente ma, nello stesso tempo, gli stati d'animo dei ministri di Himika, ancora fedeli alla loro regina, creano malessere e dissensi all'interno dell'impero Yamatai. Mimashi, il più fedele dei tre rivive in malo modo i momenti in cui l'usurpatore ha ucciso la sua Regina ed aizza il suo popolo contro il Signore del Drago, convincendo anche Ikima ed Amaso. Avvalendosi del mostro Haniwa Genko sferra la rivolta ma, fallisce miseramente e viene ucciso senza pietà dall'Imperatore. Ikima e Amaso si assoggettano al Signore del Drago ma, d'ora in poi, saranno sempre bistrattati da quest'ultimo, il quale affiderà la battaglia sempre di più a Flora. Evocata in precedenza dall'Imperatore, la giovane guerriera umana si trova molto vicina al Signore del Drago, il quale ha avuto il pregio di ridarle la vita, quando da piccola era stata inavvertitamente uccisa durante una battaglia nella quale i suoi genitori erano morti, mentre ella cercava di salvare un cucciolo di lupo.
Flora ha sangue umano nelle vene e non riesce a dimenticare il suo cuore umano. Inizialmente si mostra ostile verso Hiroshi, colpendolo nei suoi punti più deboli come la famiglia e l'onore. Tuttavia il giovane Hiroshi Shiba si accorge dell'animo buono di Flora, al punto da cercare di convincerla a tornare sui suoi passi. Il Signore del Drago riesce sempre ad averla vinta sui sentimenti di Flora, in nome di quell'antica gratitudine. Nell'episodio Preso in ostaggio Hiroshi viene rapito e portato nel regno Yamatai per essere giustiziato. In quell'occasione Flora capisce i suoi errori e tradisce il suo Imperatore liberando Hiroshi, del quale forse si è anche innamorata. Dopodiché la giovane guerriera si schianta eroicamente contro l'Astronave di Himika, sacrificandosi, nel tentativo di fermarla.
La guerra non ha limiti mentre l'impero Yamatai, dopo le varie sconfitte, va sempre più indebolendosi: solo un attacco in massa può portare alla vittoria. Jeeg si difende strenuamente al punto di rischiare la disfatta. Il computer della base, con all'interno il professor Shiba virtuale, viene sganciato attraverso la Navicella Spaziale per dar manforte a Jeeg. Questi si schianta, sacrificandosi, contro l'astronave di Himika uccidendone gli occupanti (compreso Ikima). Desideroso di vendicare il padre, Hiroshi riprende fiducia in sé, trovandosi faccia a faccia con il perfido Signore del Drago. Un duro scontro lo porta a vincere infine contro il suo potente nemico.
La guerra è finita, Hiroshi è maturato e ha acquistato una grande sicurezza di sé; d'ora in avanti sarà sempre disposto a difendere la sua famiglia e il suo popolo, in nome della pace.

## Personaggi

### Eroi
- Hiroshi Shiba - 18 anni, appassionato d'auto e pilota esordiente di motociclismo e di Formula 1, figlio del professor Shiba a cui è, almeno inizialmente, fortemente contrapposto: lo scienziato difatti ha deciso di concentrare tutte le proprie energie alla ricerca senza tener conto della famiglia ma Hiroshi verrà poco alla volta a conoscere le sue vere intenzioni. Ha la capacità di trasformarsi nella testa bionica di Jeeg, a seguito degli esperimenti scientifici compiuti dal padre su di lui dopo che un incidente lo aveva ridotto in fin di vita. Il padre infatti gli applica la campana di bronzo, dopo averla miniaturizzata, innestandola nel suo petto a protezione del cuore: questa lo renderà invulnerabile e gli permetterà di trasformarsi in Jeeg ogni volta che unisce i guanti congiuntamente. Possiede un'officina di riparazioni (Shiba Motors) dove lavora come progettista e meccanico insieme a Shorty.
- Professor Senjiro Shiba - Padre di Hiroshi. Scienziato e archeologo di fama: è lui che ha trovato il reperto denominato " Campana di bronzo". Fa in modo di trasferire la propria coscienza e memoria all'interno di un computer (mostrando così per la prima volta in un cartone animato quello che oggi viene chiamato mind uploading) alla base di Dairi. In questo modo, dopo essere stato ucciso, può continuare a comunicare (del tutto similmente a ciò che accade al padre di Daigo in Gordian). Si sacrificherà durante la battaglia finale schiantandosi all'interno della Navicella spaziale contro l'Astronave di Himika nell'ultima battaglia contro l'Imperatore del Drago.
- Miwa Uzuki - Il dottor Shiba se ne prese cura fin da quando divenne orfana e ne fece la sua assistente e collaboratrice fedele. Si offre di pilotare il Big Shooter che ha il compito di sganciare i componenti necessari per portare a compimento la trasformazione di Hiroshi in Jeeg. Indossa un abito bianco con stivali e minigonna; il suo fermacapelli si abbassa trasformandosi in visiera al momento del decollo col Big Shooter quando ne preme le estremità. Il nome deriva da quello di una montagna sacra allo shintoismo. A volte viene chiamata "Michi" (diminutivo di Miwa-chan).
- Professor Dairi - È il capo della base antiatomica, collega devoto e appassionato e successore di Shiba. A lui si deve la costruzione della Navicella Spaziale nella quale può trasferire la memoria del Professor Shiba in caso di pericolo.
- Kikue Shiba - Madre di Hiroshi e Mayumi, vedova del dottor Shiba ed ex ricercatrice presso la base antiatomica.
- Mayumi Shiba - Sorellina di Hiroshi, frequenta ancora l'asilo. Prova un forte e struggente attaccamento per l'adorato fratello maggiore. Solo nell'ultimo episodio scopre che il fratello è Jeeg.
- Shorty (Chibi) - Ragazzino rimasto orfano ed accolto in casa Shiba; aiuta Hiroshi nei lavori di meccanica, in qualità di unico dipendente nello stesso garage. Gli fa inoltre da assistente durante le competizioni automobilistiche, ove funge da navigatore.
- Don Myoseki - Il grande rivale di Hiroshi, sempre pronto a competere con lui: assistito da Pancho è riuscito ad assemblare il Mechadon, con il quale pensa di superare in capacità e valore lo stesso Jeeg. Rappresenta uno dei due personaggi più leggeri e comici della serie: inizialmente crea problemi ad Hiroshi mentre in seguito riesce a contribuire alla battaglia divenendo un elemento molto utile a Jeeg. Assieme a Pancho gestisce la sua officina meccanica, la "Black Eagle"
- Pancho - Grasso aiutante tuttofare imbranato di Don, sempre affamato e costantemente col moccio al naso. È il secondo personaggio comico della serie. Pilota ausiliario del Mechadon; estremamente pauroso, ha una forte cotta per Miwa. Nell'episodio "Sangue blu" viene scambiato per il rampollo di un'illustre famiglia.
- Ghera, la talpa rosa - La grande "nemica" di Don. Esce fuori dalla terra per prenderlo in giro ogni qual volta questi fallisce nei propri intenti.
- altri minori - Toko, amica di Mayumi, compare col cane Goro in tre episodi. Compare in due episodi il Signor Harada, sfasciacarrozze e lottatore di sumo, rivale di Hiroshi; in un solo episodio Akira, bambino sfruttato da Mimashi per raggiungere la casa di Hiroshi; Kie e il signor Shikawa, padre e figlia (su sedia a rotelle) nell'episodio 6; il dottor Bears, che cercherà invano di trattare la pace con Himika; Saburo, amico di corrispondenza di Mayumi, che abita col nonno in un villaggio, Iris, ragazza gravemente malata che vive per i fiori.

### Nemici
- Regina Himika - Sovrana dell'antichissimo popolo giapponese degli Haniwa, rifugiatasi nel sottosuolo, è ora regina del vasto regno sotterraneo di Yamatai; dopo il risveglio dal suo sonno millenario vuole ottenere nuovamente il dominio del Giappone a favore del proprio impero e contro i giapponesi del XX secolo, rovesciandone il potere costituito. Utilizza a tal scopo i "mostri di roccia": ha difatti la straordinaria capacità di creare temibili mostri a partire dalla pietra fossile (in giapponese sono Spettri Haniwa, in italiano tradotto con Mostri Haniwa). Alla fine, dopo numerose sconfitte, evocherà l'Imperatore del Drago, che tuttavia si sbarazzerà di lei, usurpandone il trono.
- Ikima - Primo ministro della regina Himika. Con una folta capigliatura e la barba bionda, ha l'aspetto di un uomo di mezza età abbigliato con un lungo mantello nero. Specializzato nella messa a punto delle strategie più intellettuali, entra subito in azione nel primo episodio "Il risveglio dei Mostri" col mostro Haniwa Ragan. Muore nell'ultimo episodio all'interno dell'Astronave di Himika. Porta il nome di un'antica provincia giapponese.
- Amaso - Col volto di roccia e spunzoni di pietra al posto dei capelli, si dimostra alla fine l'unico vile fra i tre ministri di Himika. Entra in azione nel secondo episodio "Il rapimento di Mayumi" col mostro Haniwa Magmer. Muore nel corso della battaglia finale, scaraventato giù da un palazzo dal Big Shooter. Anche questo personaggio prende il nome di un'antica provincia giapponese.
- Mimashi - Dotato di corna, col volto solo per metà umano mentre l'altra metà rimane fossile, indossa una tunica bianca. Entra in azione nel terzo episodio "L'inganno di Mimashi" col mostro Haniwa Bowler. Molto scaltro, approfitta delle debolezze di Hiroshi. Rispetto agli altri due ministri si dimostra il più fedele e devoto alla regina Himika. Proprio per questo la Regina lo sceglie per accompagnarla nella grotta del Drago. Non accetta il nuovo Imperatore e convince Ikima ed Amaso a ribellarsi in nome della Regina Himika, muovendo un'insurrezione nell'episodio "Rivolta al centro della Terra". La rivolta fallisce sul finale e l'Imperatore lo uccide senza pietà.
- Imperatore del Drago, noto anche come il Signore del Drago - Il massimo antagonista della serie: ha un drago sputafuoco attorno al collo e i capelli rossi color fiamma. Dopo aver ucciso Himika ne prende il posto sul trono, rivelandosi ben presto per Jeeg un nemico ancor più malvagio e crudele di lei, dove entra subito in azione nell'episodio "L'imperatore delle tenebre". È una figura di chiarissima ispirazione mitologica: il drago è presente in tutte le tradizioni orientali. Risponde positivamente all'invocazione di Himika, che nella sua celebre cantilena lo chiama "Negini" (Nāga è l'uomo serpente della mitologia vedica).[1]
- Flora - Generale dell'imperatore, è una splendida donna, nata magicamente da una grande rosa, con pelle bianca e lunghi capelli verdi, in grado di trasformarsi in un'abile spadaccina. Ha giurato fedeltà all'Imperatore del Drago: era una bambina terrestre, uccisa dagli Haniwa, mentre voleva salvare un cucciolo di lupo. Venne riportata in vita dall'Imperatore, che le insegnò ad essere crudele e spietata. Comanda l'astronave ammiraglia dell'esercito ed è dotata di poteri psichici. Dopo numerosi scontri con Jeeg, finirà per ribellarsi all'Imperatore, quando scoprirà che è stato proprio lui a sterminare la sua famiglia; questo le costerà la vita. Hiroshi riuscirà a farle capire qual è il vero amore e la vera giustizia e si redime salvando proprio il nostro eroe, del quale (forse) è innamorata. Morirà felice nella mano di Jeeg.
- Soldati di Himika - Esseri che escono dalle viscere della terra, dotati di una maschera che ricopre loro il volto, vestiti di bianco ed armati di spada. Sono in tutto e per tutto identici alle statuette rinvenute in Giappone, con riferimento agli scavi archeologici che hanno riportato alla luce la cosiddetta "civiltà dei tumuli".
- Soldati dell'Imperatore - Esseri corazzati armati di missili esplosivi e dotati di scudo.
- Impero Yamatai (Jamatai) - Leggendaria civiltà creata in un lontanissimo passato dal popolo Haniwa; risvegliatosi dalla roccia dopo un sonno millenario cerca di ritrovare il proprio potere perduto grazie alla campana di bronzo, il cui segreto è ora stato svelato.
- Takeru - appare nell'episodio 19, "Il Cavaliere senza macchia e senza paura", ma resterà uno degli indiscussi eroi della serie. Soldato forte e leale, il più forte degli Haniwa, portatore di una spada magica, viene risvegliato da Himika, che lo trasforma in un mostro gigante e lo invia a combattere Jeeg. L'episodio cambia registro quando Takeru scambia Miwa Uzuki per Miatsu, la sua compianta e amata moglie, morta da tempo. Dopo averla catturata,  la libera e affronta lo scontro con Jeeg con coraggio, fino alla morte.
- Garas - spalla di Ikima nell'episodio "Il segreto della campana di bronzo", col quale attua un piano per favorirlo sugli altri due ministri.

### Altri personaggi
- La Principessa delle Nevi - evocata da Mimashi, appare nell'omonimo episodio.
- Il ragazzo preistorico - fanciullo guerriero vissuto nella preistoria, viene resuscitato da Amaso nell'episodio "L'ultima carica".

## Armamenti emecha
- Big Shooter - Navicella pilotata da Miwa, è dotata di missili e può sganciare le ali quando ve ne sia bisogno. Il suo intervento risulta esser sempre indispensabile in quanto è da esso che vengono lanciati i pezzi che dovranno comporre interamente il corpo di Jeeg, dopo che Hiroshi s'è mutato nella sua testa. Oltre alle parti del corpo in acciaio di Jeeg contiene al suo interno anche i relativi pezzi di ricambio. La sua lunghezza è di circa 28 metri.
- Jeeg - Grazie ai guanti consegnatigli dal padre, Hiroshi, congiungendo le mani a pugno, può diventare la testa senziente del robot; completa poi la trasformazione unendosi magneticamente ai componenti che gli lancia Miwa dal Big Shooter. Una volta assemblato Jeeg è alto circa 11 metri e pesa oltre 12 tonnellate (dimensioni curiosamente di piccola taglia per la norma dei super robot). Nel corso della serie si apprende che Hiroshi è anche in grado di effettuare una "trasformazione parziale" (che precede quella che lo fa diventare la testa del robot Jeeg) unendo le nocche e urlando "Change Cyborg", rendendolo una sorta di "uomo guerriero", consentendogli di combattere temporaneamente anche senza i componenti lanciati dal Big Shooter. Questa trasformazione (usata raramente) ha 2 livelli (corrispondenti a due diverse armature, una grigia e verde e, dopo un estenuante allenamento verso la seconda metà della serie,  una nera, rossa e dorata, una versione più potente della prima, dotata anche di una coppia di fruste metalliche).
Le armi da lui più spesso utilizzate sono: maglio perforante [Dynamite Punch], doppio maglio perforante [Knuckle Bomber - ナックルボンバー] , raggio protonico [Spin Storm - スピンストーム], super-neutroni dall'ombelico [Magnet Power On], raggi delta dal petto, raggi gamma dagli occhi [Jeeg Beam - ジーグビーム] e bazooka spaziale [Jeeg Bazooka - ジーグバズーカ]. Più avanti si doterà anche del modulo H-305 Antares [Panzeroid] che gli permette di tramutarsi in un centauro, dei missili perforanti [Mach Drill], Missili super-perforanti, Scudi Rotanti che s'installano al posto delle braccia, i componenti subacquei che gli permettono di combattere sott'acqua ed infine gli astro-componenti che lo fanno diventare una specie di nave spaziale.
- Mechadon 1 - Un robot imbelle inserito a mo' di centauro in quella che dovrebbe essere un'auto da corsa.
- Mechadon 2 - Robot antropomorfo paffuto con un cerotto sul naso ed armato di martello; Pancho vi si trova appeso al collo mentre Don lo guida dalla testa. Il Mechadon 2 può eseguire tre trasformazioni in stile Getter Robot.
- Astronave di Himika - Potente astronave di roccia a forma esagonale dotata di draghi lanciafiamme e teschi. Viene utilizzata dai Ministri della Regina per supportare gli attacchi dei Mostri Haniwa e minacciare la Base Antiatomica
- Astronave dell'Imperatore - Astronave a forma di siluro con in testa un drago lanciafiamme.
- Mostri Haniwa e Mostri dell'Imperatore - Nella versione giapponese sono chiamati "Spettri Haniwa"; creati da Himika per affrontare Jeeg. I Mostri dell'Imperatore invece non sono più spettri del passato, ma veri e propri mostri guerrieri.

## Riferimenti storici
Il robot Jeeg è stato ideato con criteri commerciali, ma la trama è stata pensata riferendosi alla storia antica del Giappone come in molti anime di genere fantascientifico e come, in generale, in molte delle produzioni di Go Nagai. Se in Mazinga Z il punto di partenza era la leggenda degli automi dell'isola di Micene, e i nemici del Grande Mazinger sono gli abitanti stessi, redivivi, dell'antica Micene, trasformati in cyborg o mostri guerrieri, in Jeeg è invece il periodo della storia del Giappone che va dal III secolo a.C. al III secolo d.C. noto come periodo Yayoi e immediatamente precedente al periodo Yamato con il quale avvenne la nascita dell'impero giapponese.
Della civiltà Yayoi, civiltà stanziale frutto dell'incontro tra l'antica cultura Jōmon locale e nuovi apporti continentali, sono numerosi i ritrovamenti di bronzo, come spade e campane. Ancora negli anni settanta devono aver avuto luogo molti ritrovamenti archeologici, e questi devono aver ispirato Nagai. In particolare, nel tardo periodo Yayoi, tra il I e il III secolo, si ebbe in Giappone il cosiddetto potentato Yamatai, un'antica forma statale, un'organizzazione feudale sulla quale abbiamo pochissime informazioni pervenuteci dalla storiografia cinese. La serie di Jeeg diventa in tal modo un tuffo in un passato localizzato essenzialmente nelle isole nipponiche, così come le vicende sembrano essere rivolte ad un pubblico fortemente connotato nella provenienza e nell'estrazione culturale. Gli stessi nomi dei "ministri" della regina Himika (identificata con una Himiko, o Pimiko vissuta probabilmente tra il II e il III secolo), vengono mutuati dai nomi di antiche province giapponesi. Infine anche la "campana di bronzo" è un riferimento ai manufatti del periodo Yajoi, in cui le dōtaku erano campane rituali, utilizzate con finalità religiose. Tuttavia questi elementi non sono immediatamente riconoscibili dagli spettatori non giapponesi.

### La regina Himika
Il personaggio sembra basato sulla figura della regina Himiko o Pimiko (il nome originale della regina, in kanji  (卑弥呼?)), che si ritiene realmente esistita tra il 175 e il 248. Il suo nome (nella forma cinese Beimihu) compare difatti nelle cronache cinesi della dinastia Wei (Wei Zhi), dove è descritta come la sovrana del popolo di Yamatai (in kanji  (邪馬台国?, Yamataikoku, "Regno Yamatai")) che, grazie alle sue arti magiche, si trovava costantemente «in diretto contatto con gli Dei».
Viveva - sempre secondo questa descrizione - in una grande abitazione separata dal popolo, attorniata da un elevato numero di servitori, che poi l'avrebbero (secondo le usanze dell'epoca) seguita nella tomba.
Si sarebbe pertanto trattato di una regina sciamana, forse identificabile con una monarca protostorica della linea imperiale dello stato di Yamato (vissuta forse nel terzo secolo dopo Cristo), che diventerà in seguito l'Impero del Giappone. Numerosi reperti sono stati rinvenuti in kofun di illustri famiglie, quale quella degli Iwai che rivaleggiò con Yamato.
Il nome dell'impero della regina Himika è stato cambiato nel cartone animato, al pari di quello della sua regina, in Impero Jamatai (邪魔大王国?, Jamatai Ōkoku), sfruttando un gioco di omofonie per renderne più sinistro il nome.
Curiosamente nella versione italiana è ritornato ad essere Yamatai. Non ci è dato sapere se l'adattatore abbia svolto un buon lavoro di ricerca enciclopedica o se semplicemente abbia errato nel trascrivere la pronuncia della "J" secondo le regole della lingua italiana, invece che quelle della traslitterazione corretta, che si basa sull'inglese.
Questo è un fatto che si è ripetuto molte volte nel corso dell'adattamento di serie animate giapponesi, come nel caso di Koichi (il protagonista di Babil Junior) e di Chibiusa della saga Sailor Moon, pronunciati con la "C" dura, nonché Sakuragi, dal manga e anime Slam Dunk, che dovrebbe essere pronunciato "sacuraghi". Anche la j è stata a volte pronunciata all'italiana: ad esempio, in alcuni episodi di Moon Mask Rider, ninja è diventato "ninia", mentre nella serie animata UFO Baby il cognome di Kanata Saionji è diventato "Saionii". Il personaggio è apparso e nominato anche nel reboot della serie Tomb Raider, sia nel videogioco del 2013 che nel suo adattamento cinematografico del 2018.

### Le statuette Haniwa
A partire dal 250 si sviluppa in Giappone l'usanza delle Kofun (古墳?), le cosiddette tombe a tumulo, pratica che continuò anche nel periodo Yamato, e fino al VI secolo.
Gli Haniwa (埴輪? ; letteralmente "cilindri d'argilla") erano statuette in argilla raffiguranti genericamente oggetti (entō haniwa) o animali e poi persone (keishō haniwa). I secondi dovevano svolgere una qualche funzione religiosa, seppure non chiarissima: forse testimoniavano la credenza in una reincarnazione o resurrezione, o forse avevano la funzione di proteggere il defunto presso cui erano poste. O, piuttosto, sostituivano simbolicamente - secondo l'usanza cinese - la famiglia di servitori che avrebbero dovuto aver l'obbligo di seguire il sovrano nel regno dei morti. Con il progredire della civiltà, infatti, erano queste ad essere seppellite insieme ai signori alla loro morte, al posto dei loro servitori reali.
Molte di queste statuette si ritrovano, in tutto e per tutto uguali, nel cartone animato. Tra queste, i più importanti nel cartone animato sono però gli Haniwa in forma di guerrieri, che costituiscono i guerrieri della regina nella prima parte dell'anime (nella seconda puntata dell'anime si vede l'origine di questi dalle antiche statuine).
A partire dal V secolo si trovano anche Haniwa composti da cavallo e cavaliere (sekijin sekiba). Secondo alcune teorie il cavallo sarebbe arrivato in Giappone proprio in questo periodo, ad opera di invasori stranieri. Difficile non leggervi un richiamo a questo nel momento in cui Jeeg (puntata n. 28) si unisce al cavallo magnetico Antares e assume le sembianze di un centauro.
Queste ultime, derivanti da un modello culturale cinese, erano infatti una stilizzazione dei soldati e dei servitori, e li rappresentavano.

### Le campane di bronzo
Sono numerosi i ritrovamenti di antiche campane di bronzo (in giapponese dōtaku (銅鐸?)) di quel periodo storico, nel complesso se ne sono ritrovate più di 400: la campana di bronzo del prof. Shiba sarebbe una di queste, ma con alcune specifiche caratteristiche prodigiose.
C'è da dire che mentre in Europa tutte le campane sono in bronzo, in Corea invalse poi l'usanza cinese di farle in ferro. Le più antiche e sacre erano quindi in bronzo, ma solo fino al VII secolo. In Giappone i metalli per produrle erano scarsi, ed il bronzo era dunque tanto prezioso da assumere i connotati della sacralità.
Queste campane avevano un'importanza rituale e c'è chi ritiene fossero collegate ai riti sciamanici di invocazione di divinità. La loro funzione religiosa si deduce dal loro progressivo crescere di dimensioni. Non necessariamente venivano suonate e venivano istoriate con animali sacri o - probabilmente - antenati divinizzati.

### Yamata no Orochi
Un riferimento all'antica mitologia giapponese è poi l'astronave dell'impero Yamatai.
Questa è infatti la versione fantascientifica di Orochi (八岐の大蛇?, Yamata no Orochi), mostro della tradizione nipponica dalle otto teste di drago (simile all'Idra della mitologia greca).
La leggenda lo riporta come un mostro sanguinario che dominava la provincia di Izumo e richiedeva vergini in sacrificio. Con lui si scontra addirittura il dio Susanō appena giunto sulla Terra. Altre incarnazioni di Yamata no Orochi si ritrovano spesso nella cultura popolare giapponese.

### Takeru, il guerriero prediletto di Himika
Era un principe giapponese semileggendario, forse realmente esistito: era figlio dell'Imperatore del Giappone e visse combattendo in modo eroico, sia contro gli uomini che contro i demoni, nel periodo Kofun (circa dal 200 al 500 d.C.). In quel tempo, all'inizio, vi era l'anarchia e la lotta tra i vari regni tribali, e solo successivamente avvenne l'unificazione del paese che diede così origine al Regno Yamatai.
Il nome completo dell'eroe è Takeru Yamato e rappresenta l'equivalente giapponese del "cavaliere senza macchia e senza paura" del medioevo europeo. Il suo nome significa, letteralmente, "Eroe del Giappone". Come dire, l'Eroe per eccellenza. Infatti, "Yamato" era il nome con cui veniva definito il Giappone classico, mentre "Takeru" è un verbo che esprime il concetto di "eccellere, essere superiore", e, per estensione, indica l'eroe. Gli eventi narrati nella leggenda di Takeru Yamato sono contenuti nei poemi epici giapponesi dell'VIII secolo, chiamati Kojiki e Nihonshoki.

## Anime

### Edizione italiana
La serie televisiva è stata trasmessa per la prima volta in Italia nel 1979 col titolo Jeeg Robot - Uomo d'acciaio, riscuotendo molto successo come molte altre serie del genere. Per la successiva pubblicazione in DVD la serie è stata invece intitolata Jeeg robot d'acciaio.

Logo originale della serie

### Sequel
Nel 2006 è stato prodotto un sequel, Shin Jeeg Robot d'acciaio, che presenta una versione rinnovata sia nello stile che nei colori: attraverso l'energia delle campane convogliata nei guanti, una moto di colore rosso, guidata dallo studente Kenji Kusanagi, si trasforma nella testa del robot. La serie si colloca in una nuova continuity presentando notevoli differenze con la storia originale, per esempio la presenza in vita del padre di Hiroshi, Senjiro Shiba, e il ritorno di Himika, che non è morta come narrato nella prima serie; a tal proposito, la nuova serie ignora l'esistenza del Signore del Drago.

### Doppiaggio
| Nome originale                                              | Nome italiano                          | Voce originale                      | Voce italiana               |
| ----------------------------------------------------------- | -------------------------------------- | ----------------------------------- | --------------------------- |
| Shiba Hiroshi (司馬 宙?)                                    | Hiroshi Shiba                          | Furuya Tōru (古谷 徹?)              | Romano Malaspina            |
| Uzuki Miwa (卯月 美和?)                                     | Miwa Uzuki                             | Yoshida Rihoko (吉田 理保子?)       | Emanuela Rossi              |
| Shiba Senjirō (司馬 遷次郎?)                                | Prof. Senjiro Shiba                    | Murase Masahiko (村瀬 正彦?)        | Elio Zamuto                 |
| Dairi Shochō (ダイリ 所長?)                                 | Prof. Hiroshi Dairi                    | Tanonaka Isamu (田の中 勇?)         | Guido De Salvi              |
| Shiba Mayumi (司馬 まゆみ?)                                 | Mayumi Shiba                           | Takahashi Kazue (高橋 和枝?)        | Francesca Guadagno          |
| Chibi (チビ?)                                               | Shorty                                 | Yamada "Keaton" Shunji (山田 俊司?) | Riccardo Rossi              |
| Kurowashi no Don (黒鷲のドン?) (lett. Don dell'Aquila Nera) | Don Myoseki                            | Ogata Kenichi (緒方 賢一?)          | Enzo Consoli                |
| Pancho (パンチョ?)                                          | Pancho                                 | Katō Osamu (加藤 修?)               | Flavio De Flaviis           |
| Shiba Kikue (司馬 菊江?)                                    | Kikue Shiba                            | Yamaguchi Nana (山口 奈々?)         | Liliana Jovino              |
| Joō Himika (女王 ヒミカ?)                                   | Regina Himika                          | Takahashi Kazue (高橋 和枝?)        | Anna Teresa Eugeni          |
| Ikima (イキマ?)                                             | Ikima                                  | Ogata Kenichi (緒方 賢一?)          | Aldo Barberito Mario Milita |
| Mimashi (ミマシ?)                                           | Mimashi                                | Katō Osamu (加藤 修?)               | Diego Reggente              |
| Amaso (アマソ?)                                             | Amaso                                  | Yamada "Keaton" Shunji (山田 俊司?) | Renzo Stacchi               |
| Ryūma Teiō (竜魔 帝王?)                                     | Signore del Drago Imperatore del Drago | Katō Osamu (加藤 修?)               | Andrea Lala                 |
| Flora Shōgun (フローラ 将軍?)                               | Generale Flora                         | Yamaguchi Nana (山口 奈々?)         | Alba Cardilli               |

(Fonti: Pagine su Jeeg robot d'acciaio dal sito encirobot e scheda dei doppiatori dal sito "Il mondo dei doppiatori" di Antonio Genna)

### Sigla italiana
La sigla italiana Jeeg Robot fu cantata sulla base originale giapponese scritta da Michiaki Watanabe. L'uso del minimoog è stato ideato e sovrapposto sulla base originale dal musicista Carlo Maria Cordio. All'epoca della registrazione (1979), la Meeting Music non esisteva ancora e l'etichetta discografica che mise in commercio la versione originale italiana fu la CLS di Detto Mariano. Roberto Fogu, in arte Fogus, fu scelto quale interprete da Giuseppe Giacchi, amministratore delegato della CAM. Fogu era un pianista romano che prestò la sua voce sia per questa sigla che per Ryu il ragazzo delle caverne. I cori della sigla furono affidati ai Fratelli Balestra.
Esiste una seconda versione della sigla di Jeeg Robot, interpretata dai Superobots, curata da Olimpio Petrossi e pubblicata dalla RCA Original Cast sempre nel 1979 come Lato B del 45 giri de Il Grande Mazinger.
Nonostante un arrangiamento assai differente e con un evidente errore nel testo ("...se dallo spazio arriverà una nemica civiltà" è infatti errato, poiché i nemici di Jeeg Robot provengono tutti dalle viscere della Terra, e infatti, nella più corretta versione, il testo, in quel punto, dice "...se dal passato arriverà una nemica civiltà"), riscosse un buon successo. Il motivo dell'esistenza di questa cover, uscita sul mercato prima della versione originale, è da cercarsi nella diffidenza di Detto Mariano relativa alla possibilità di successo di Jeeg Robot, dato che la serie non veniva trasmessa dalla RAI, ma dalle reti private. Per paura di un flop, il proprietario della CLS decise di non realizzare il 45 giri lasciando praticamente alla RCA la possibilità di realizzare la sua versione utilizzandola come retro della sigla del Grande Mazinga.
Il 45 giri con la versione originale fu pubblicato successivamente alla versione della RCA in seguito a una telefonata di Mariano ad un suo amico proprietario di un negozio di dischi a Roma che gli fece notare come la sigla originale fosse invece richiestissima proprio perché trasmessa dalle TV private, e anche che doveva in tempi strettissimi produrre e inviargli numerose copie del disco originale.
La stampa fu quindi realizzata in tutta fretta con in copertina la foto di Amaso e non di Jeeg. Lo stesso Detto Mariano dichiarò che non aveva assolutamente idea delle fattezze di Jeeg e che, se non avessero trovato quell'immagine di Amaso, forse il disco non sarebbe nemmeno uscito.

## Film
Jeeg il "robot d'acciaio" contro i mostri di roccia! - La più grande vittoria di Jeeg Robot è un film di montaggio, della durata di 80 minuti, prodotto in Italia dalla Eole Financiere assemblando alcuni episodi della serie animata. Il film, che presenta la sigla italiana, uscì nei cinema il 17 novembre 1979, distribuito dalla Italian Pictures. Tra i pochi ad aver recensito il film c'è Paolo Mereghetti, che l'ha definito un'operazione "raffazzonata" con un montaggio "pessimo e ripetitivo", dandogli la valutazione minima. Il film venne distribuito anche in VHS dalla CVD nel 1981 e nel 1982. Il 16 dicembre 2003 la Millennium Storm pubblicò la prima edizione DVD, mentre il 3 novembre 2006 la Stormovie pubblicò una nuova "collector's edition" con vari contenuti speciali e un libretto allegato. In DVD il film è stato distribuito col titolo Jeeg Robot contro i mostri di roccia.